# 帕克萊克 (密歇根州)
帕克萊克（英語：Park Lake）是位於美國密歇根州奧西歐拉縣海蘭鎮區的一個非建制地區。

## 地理
帕克萊克所處的海拔為高於海平面375米（即1230英呎），而該地所採用的時區為UTC-5，即北美东部時區（EST）。同時該地設有夏令時間，為UTC-5調快一小時，即UTC-4（EDT）。